# Stoeferlehalle

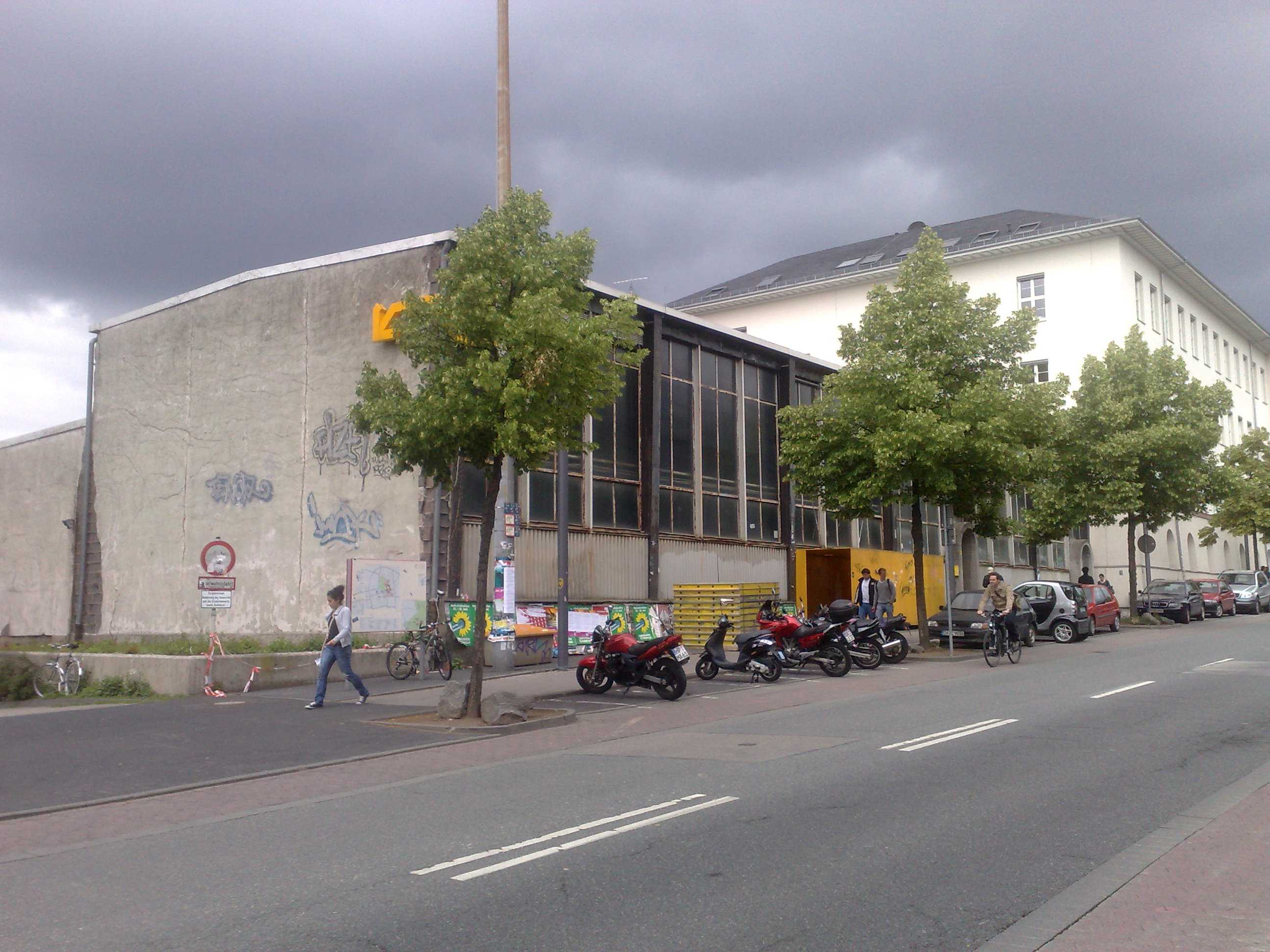

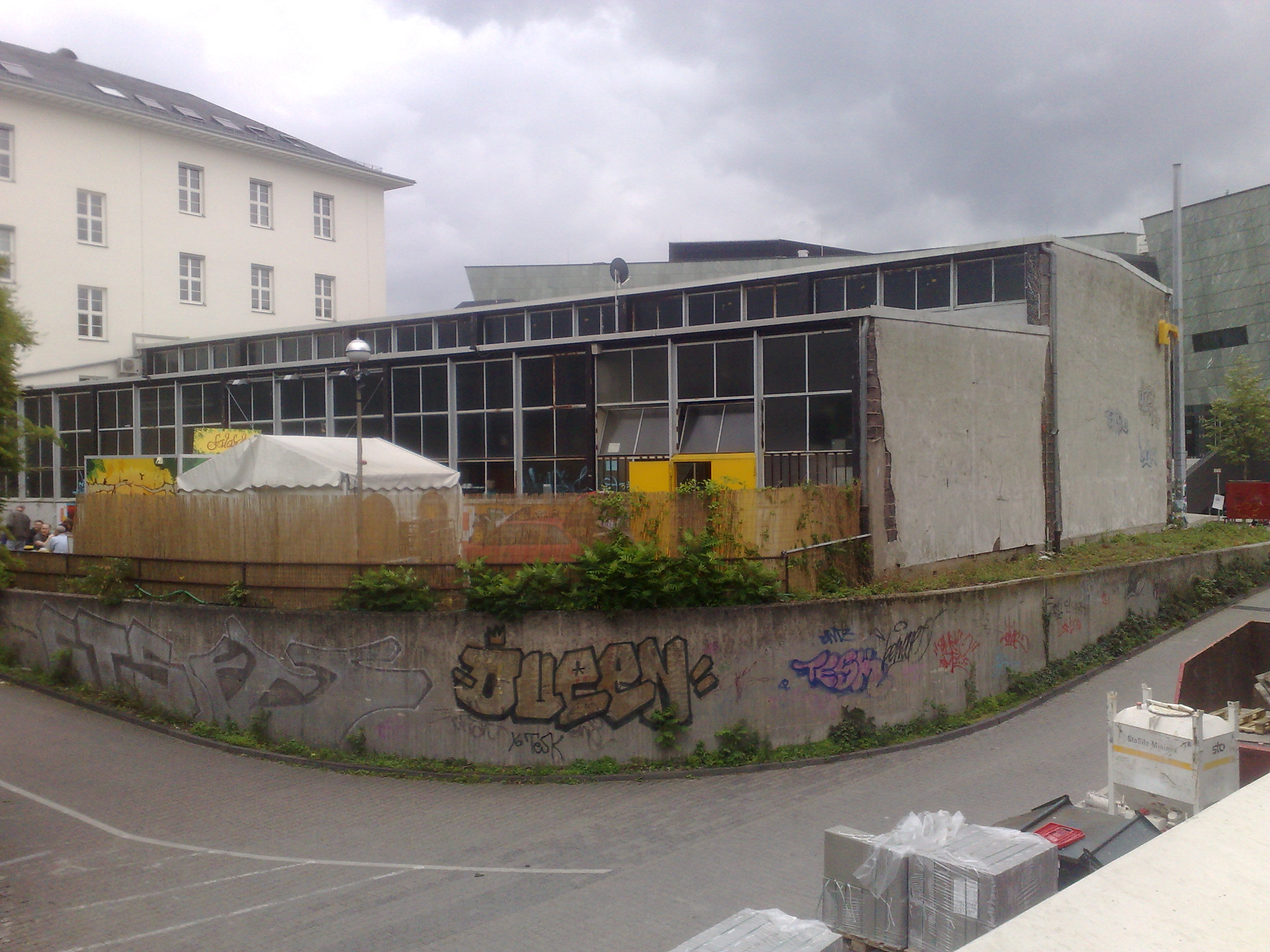

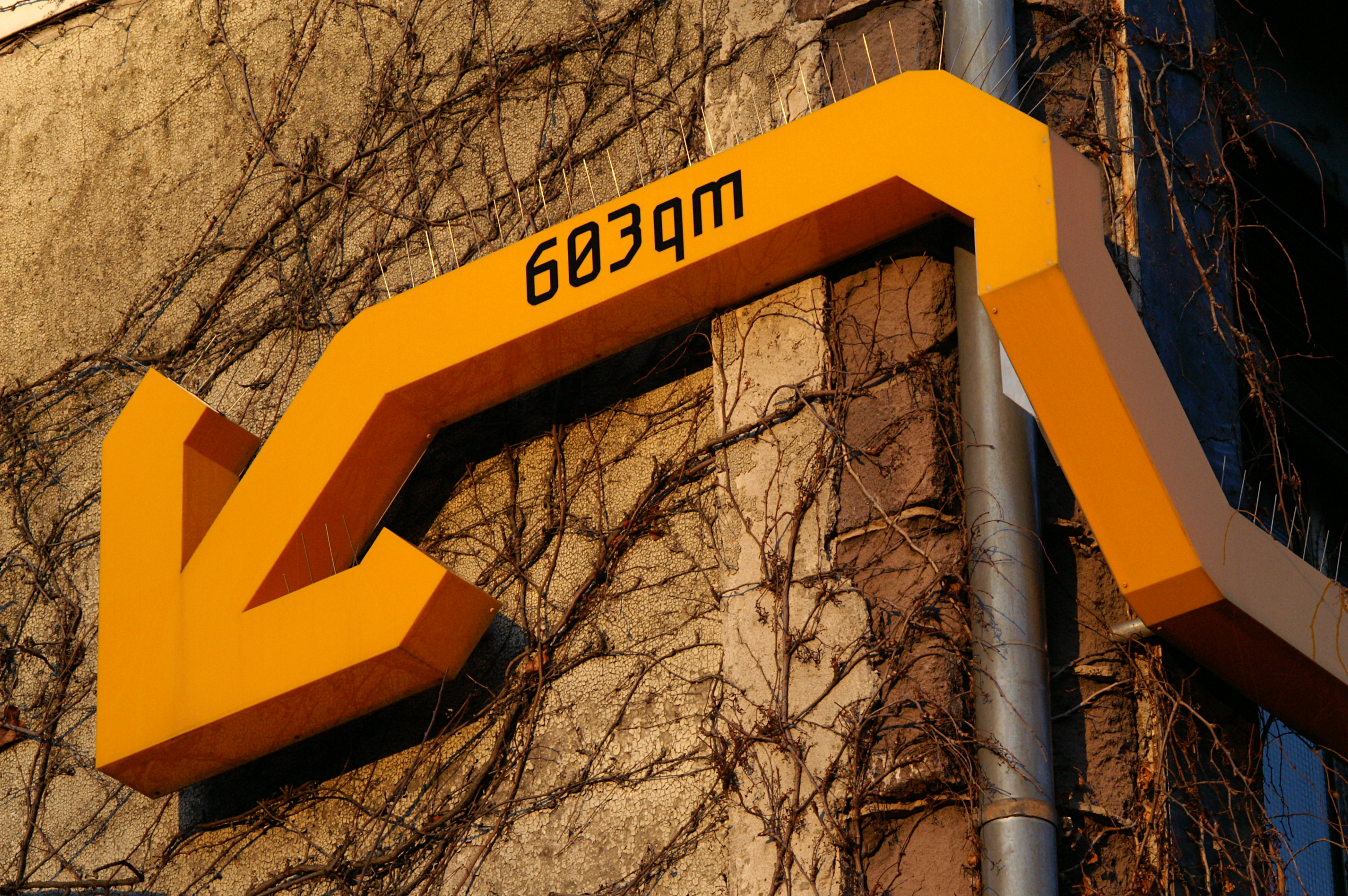
Wegweiser zum Eingang der Stoeferlehalle

Die Stoeferlehalle war ein Gebäude auf dem Gelände der Technischen Universität Darmstadt und zuletzt Ort des studentischen Kulturprojekts 603qm.

## Geschichte der Stoeferlehalle
Die Halle wurde 1952 für den Fachbereich Maschinenbau in der Alexanderstraße gebaut. Sie war der erste Neubau nach dem Zweiten Weltkrieg und wurde bis zum Jahr 1970 vom Maschinenbau genutzt. Während dieser Zeit war Theodor Stöferle (1923–1978) aus dem Fachbereich Maschinenbau der TU Darmstadt der verantwortliche Professor für die Halle: Nach seinem plötzlichen Tod wurde die Halle Stoeferlehalle genannt.
Seit ein großer Teil des Fachbereichs Maschinenbau ab Mitte der 1970er Jahre auf die Lichtwiese verlegt worden war, wurde nur noch ein kleiner Bereich der Halle, der wegen seiner dicken Betonwände Bunker genannt wird, zum Zwecke von Maschinenakustik-Experimenten genutzt. In die leer stehenden Hallenräume zog die Zentrale Materialbeschaffungsstelle der TU Darmstadt mit ihrem Materiallager ein, übergangsweise sollte die Halle als Mensa genutzt werden.
Bei Sicherheitsüberprüfungen stellte sich allerdings heraus, dass das Dach der Halle schwer beschädigt war, eine Erneuerung des Daches schien nicht lohnend. Daraufhin musste auch die Materialbeschaffungsstelle die Halle räumen.
Die Halle stand nun mehrere Jahre leer und sollte abgerissen werden, doch Hochschulpräsident Johann-Dietrich Wörner hatte 1997, angeregt von seinem Dezernenten für studentische Angelegenheiten, Winfried Seidel, die Idee, die Halle als Veranstaltungszentrum vor allem für Studierende zu nutzen. Diese Vision brachte Präsident Wörner während des Hochschulstreiks im November 1997 auf den Weg.
In einer der vielen Verhandlungen zwischen Hochschulverwaltung und Studierenden berichtete er von seinem Plan und so fanden sich am Rand des Streiks einige Studierende zum Arbeitskreis Stoeferlehalle (AK) zusammen. Infolge des studentischen Interesses vermittelt durch den AK, konnte Präsident Wörner im Herbst 1998 Sponsoren für die Sanierung des Hallendaches gewinnen, das daraufhin komplett erneuert wurde. Nachdem die Halle wieder gefahrlos begehbar war, fand im Frühjahr 1999 eine große Aufräumaktion der Halle durch AK-Mitglieder und viele weitere Helfer statt.
Was für eine Nutzung als Veranstaltungsort noch fehlte, waren Notausgänge, sanitäre Anlagen und eine neue Stromversorgung, da die alte aus Sicherheitsgründen und wegen der Erneuerung des Daches stillgelegt wurde. Zwei Workshops des Fachbereichs Architektur in der Halle ergaben gute Lösungsmöglichkeiten für den weiteren Umbau. Im Anschluss an die Workshops fanden sich die Architekturstudenten Daniel Dolder und John Lau und ein Mitarbeiter des Fachbereichs Architektur (Michael Müller), die das Konzept für den Umbau entwickelten und die Umsetzung betreuten. In den folgenden Jahren wurden die gelben Tore eingebaut, die Toiletten im Keller installiert und die elektrische Versorgung der Halle komplett erneuert.
In der Zeit vor der Fertigstellung der Bauarbeiten organisierte der AK Stoeferlehalle einige kleinere Veranstaltungen, so etwa Kneipenabende, Spätstücke, Partys sowie das jährlich stattfindende Openair-Festival Sommernacht.
Nach Abschluss der Umbauarbeiten feierte das studentische Kulturprojekt 603qm, als Projekt des AStA der TU Darmstadt, am 6. Juni 2003 Eröffnung. Seitdem fand in der Stoeferlehalle ein vielseitiges Kulturprogramm statt.

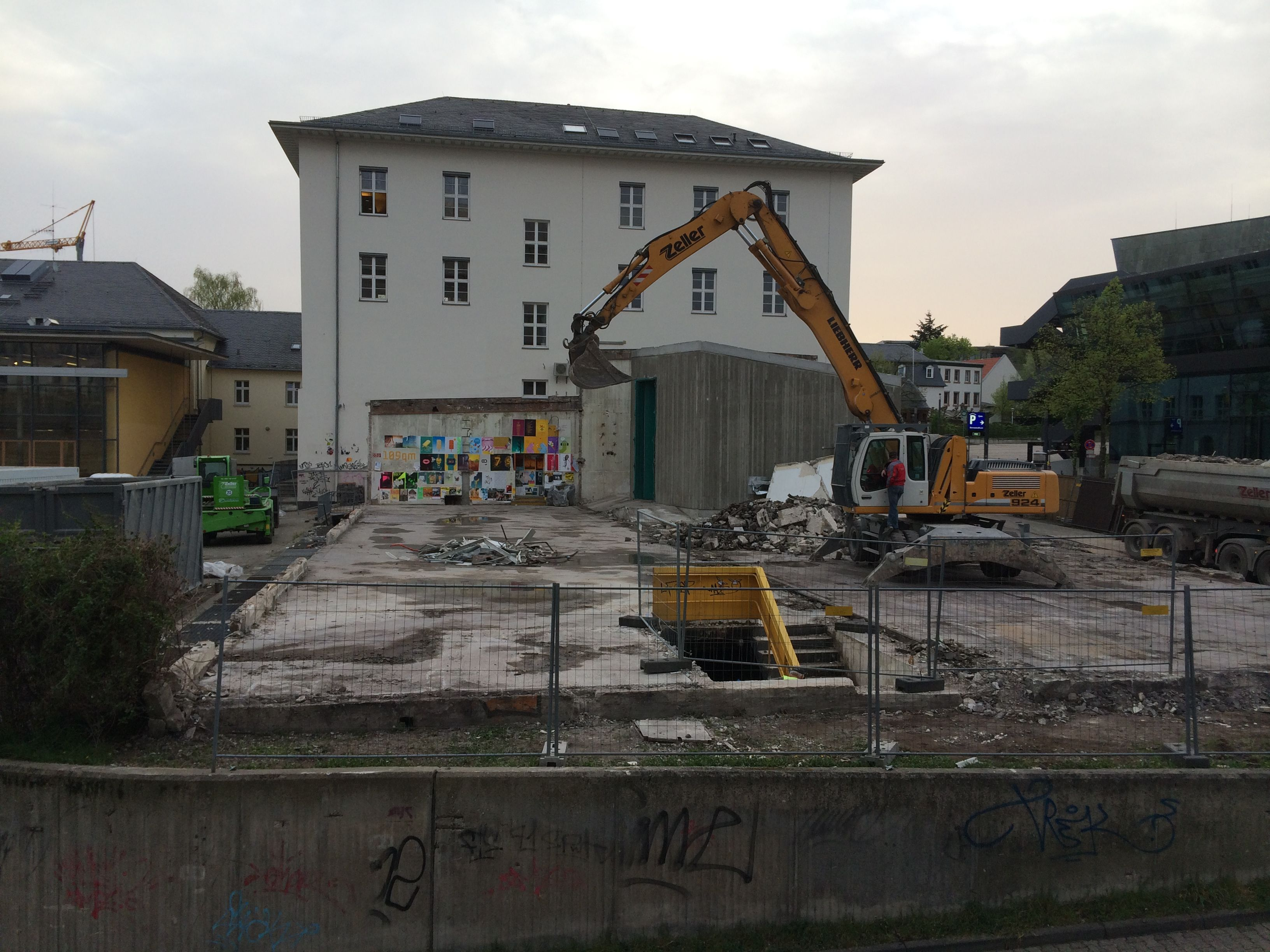
Abriss der Stoeferlehalle, April 2014

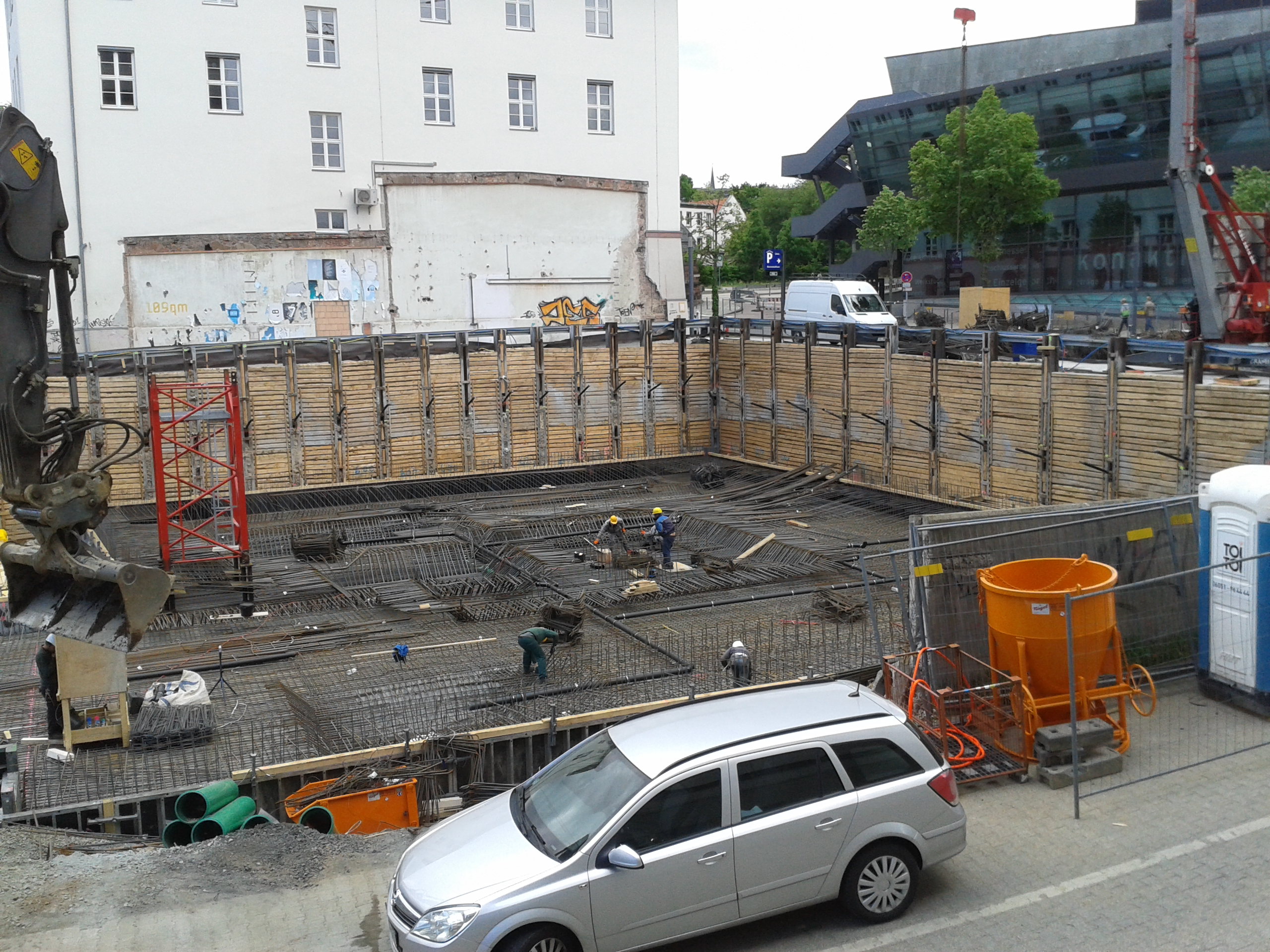
Baustelle im Mai 2015

Im Jahr 2012 wurde bekannt, dass die Halle abgerissen und ein fünfgeschossiger Neubau an gleicher Stelle errichtet werden soll, der auch Platz für die studentischen Kulturveranstaltung bieten soll.
Die letzte Kulturveranstaltung fand im Juni 2013 in der Halle statt. Zu Beginn des Wintersemesters 2013/14 wurde in einem Innenhof an der Magdalenenstraße ein Provisorium zur Aufrechterhaltung des Cafébetriebes eröffnet. Die Stoeferlehalle wurde im Frühjahr 2014 abgerissen. Mit den Bauarbeiten für den Neubau wurde ein Jahr später begonnen. Der Rohbau war bereits im Dezember 2015 abgeschlossen, so dass das Richtfest im Januar 2016 stattfinden konnte. Die Fertigstellung und offizielle Einweihung erfolgte am 4. Mai 2017. Das Hochschulrechenzentrum (HRZ) bezog Büroräume in den oberen Geschossen, im Erdgeschoss wurden ein neues Lernzentrum und das Café eingerichtet. Im Untergeschoss stehen zwei große Säle mit einem gemeinsamen Foyer für kulturelle und studentische Veranstaltungen zur Verfügung. Der Cafébetrieb wurde Anfang Juli aufgenommen, die Kulturveranstaltungen begannen im Oktober 2017.

## Architektonisches Konzept und Gestaltung des Innenraumes
Zentrales Element der Örtlichkeit wie auch des Corporate Designs war die Architektur der Halle. Um dies deutlich zu machen, wurden verschiedene Begebenheiten beachtet und während des Umbaus auch weiter herausgestellt. Das architektonische Konzept des Umbaus sowie die Gestaltung des Innenraumes der Halle wurde von Daniel Dolder, John Lau und Michel Müller entwickelt und realisiert.
Mit Hilfe gezielter baulicher Eingriffe wurden die räumlichen Potentiale der Halle zu einer vielschichtig nutzbaren Raumeinheit erweitert.
Für die Reaktivierung der ehemaligen Maschinenhalle wurde ein Bausatz anpassungsfähiger Bauelemente entwickelt. Eine industriell vorgefertigte, sechs Meter breite, in die Halle eingeschobene Stahlbox, stellte den barrierefreien Zugang zur Halle her. Drei in einer Flucht hintereinander geschaltete 5-flüglige Falt-Schiebetormodule waren in der Box, in die Hallenzwischenwand und in die Nordfassade integriert und bildeten den räumlichen Abschluss der jeweiligen Raumbereiche.
Acht rollbare Containermodule dienten als mobile Bareinheiten. Sie waren unterschiedlich kombinierbar und nahmen Funktionen wie Garderobe, Kasse, Bar oder Cocktailbar auf. Sie beinhalteten darüber hinaus technische Infrastrukturen wie Strom-, Zu- und Abwasser.
54 Podestflächen in unterschiedlichen Höhen ließen sich zu Bühnen-, Sitz-, Liegeflächen, Arbeitstischen und -bänken konfigurieren.
Sämtliche Bauteile bestanden aus Stahl und waren in der für Baustelleneinrichtungen üblichen Farbe »Signalgelb« gehalten.
Das architektonische Konzept fügte alle neuen Elemente trotz des farblichen Kontrasts harmonisch in die Struktur der bestehenden Bausubstanz ein.
Durch die flexiblen Kombinationsmöglichkeiten der Hallenteile, der Barmodule und der sonstigen Einrichtungselemente wurde der Raum offen für unterschiedlichste Nutzungen, die Architektur blieb bewusst neutral und betonte den offenen Charakter der Halle und des gesamten Projekts.

## Arbeitskreis Stoeferlehalle
Der Arbeitskreis Stoeferlehalle (AK) organisiert das studentische Kulturprojekt 603qm in der Stoeferlehalle in Darmstadt. Bis zur Fertigstellung des Ersatzbaus nach Abriss der Halle beschränkt sich das Café- und Kulturangebot auf das Café auf 60,3qm in der Nachbarschaft der ehemaligen Stoeferlehalle.
Der Arbeitskreis gründete sich 1997 mit dem Ziel, die so genannte Stoeferlehalle zu einem Veranstaltungsort an der Technischen Universität Darmstadt zu machen. Zunächst bestand der AK aus Studierenden verschiedener Fachbereiche der TU, inzwischen arbeiten auch Studierende der Fachhochschule Darmstadt und Nichtstudierende im AK mit. In dieser – bewusst offenen – Struktur des AK entstand auch das Interesse, die verschiedensten kulturellen Veranstaltungen eigenständig zu organisieren.
Seitdem erarbeitet der AK das Programm der Stoeferlehalle und ebenso die nötigen Strukturen, sie durchzuführen.
Der AK hat eine Satzung, in der seine Ziele und seine Arbeitsweise erklärt werden.
Laut Satzung soll die Stoeferlehalle sein:
- Begegnungsstätte für die studentische und nichtstudentische Bevölkerung Darmstadts.
- Plattform für Präsentation und Diskurs künstlerischen Schaffens.
- Forum für den Austausch intellektuellen Gedankenguts.
- Hort für universitäre studentische Aktivitäten.
- Freiraum zur Verwirklichung individueller, kultureller Vorhaben.

Die Mitarbeit im AK ist ehrenamtlich.
Der Arbeitskreis trifft sich ungefähr alle zwei Wochen. Auf diesen Treffen werden alle zentralen Themen zur Halle besprochen und Beschlüsse gefasst.
Die Treffen sind offen und Interessierte jederzeit willkommen.

## Corporate Design
Die Agentur Kraenk Visuell entwickelte ein einheitliches Erscheinungsbild (Corporate Design) aller Kommunikationsmittel für die Stoeferlehalle. Es führte das architektonische Konzept der Halle fort, indem es mit Bemaßungen arbeitete, das Signalgelb wieder aufnahm und immer technisch konstruiert blieb. Dabei versuchte es nicht an Ausdruck und Gestaltungsmöglichkeiten zu verlieren. Zudem wurde eine einprägsame Schrift für das Projekt entwickelt. Das Corporate Design wird auch bei der Gestaltung der Monatsprogramme und Flyer verwendet.